# Castillo de Bratislava
El castillo de Bratislava se sitúa en el centro histórico de la ciudad homónima, la capital de Eslovaquia.
La estructura se empezó a construir en el siglo X, en lo alto de una colina rocosa, en una posición dominante sobre el río Danubio. Desde la fortaleza se ofrece una excelente vista de Bratislava y actualmente alberga el Museo Nacional Eslovaco. Dentro de los límites del recinto se encuentra también el edificio que alberga actualmente la residencia oficial del presidente de la República Eslovaca. Sus cuatro torres laterales están consideradas como el símbolo de la ciudad.

## Restauración
Ya en el siglo XIX aparecieron los afanes de salvación de las ruinas del castillo, la mayoría de las veces, sin embargo, aislados. Además de una mera reconstrucción, sonaban las voces que se cuestionaban su uso posterior. Después de la propuesta para usar el palacio del castillo como archivo de la administración o para las facultades de la Universidad de Komenský, en los años 1936 y 1937 apareció el interés por demoler el castillo y en su lugar construir el edificio de la administración de la región política de Eslovaquia. Todas esas actividades se frustraron con la desintegración de la república Checoslovaca debido a la invasión alemana en el año 1939 y la creación de dos estados diferenciados: el Protectorado de Bohemia y Moravia y la República Eslovaca.
Los habitantes de la ciudad tenían miedo de la destrucción del castillo, que habría significado la ruina de trazo característico del panorama de la ciudad. La presión del público por fin desembocó en el año 1942 a la competencia internacional arquitectónica. La mayoría de los arquitectos estuvo de acuerdo con la idea de apartar la ruina y su sustitución con la copia abierta o arquitectura nueva.
Todos los diseños se quedaron sólo en el papel y la mayoría aplastante de las discusiones especializadas se inclinaron por salvar el castillo. A pesar de los numerosos esfuerzos que diferían cualitativamente de la simple salvación de las ruinas del castillo, un paso tan serio no se pudo acometer hasta el fin de la Segunda Guerra Mundial. Las estáticas ruinas contrastaban fuertemente con la viva y vibrante ciudad bajo de ellas.
El estudio de la acrópolis del castillo la emprendió en el año 1953 el entonces jefe de cátedra de arquitectura en la facultad de ingeniería civil SVŠt, Alfréd Piffl. Los trabajos se concentraron en principio en la eliminación de los derrumbamientos, la limpieza del área y la clasificación del material. Piffl averiguó que la mampostería continuaba en buen estado y presentó una proposición para su corrección. También hizo un proyecto de reconstrucción pero imponerlo no era fácil. Finalmente lo consiguió con ayuda del pintor Janko Alexy.
Se decidió completar la reconstrucción del castillo. Tenía ser el parecido al de la época en que fue reconstruido por última vez en el siglo XVIII. En 1956, Alfred Piffl, Dušan Martinček y sus colegas se adhirieron al proyecto de reconstrucción, junto a la investigación arqueológica y arquitectónica. El objetivo principal de las obras se concentraron en el palacio, que sería utilizado para la exposición del Museo Nacional Eslovaco, decisión que se formalizó en 1964.
La reconstrucción del palacio terminó en el año 1968. Su estética vino de su primera reconstrucción teresiana en el siglo XVIII, junto con adiciones de elementos antiguos y modernos. Los trabajos se prolongaron hasta los años 1980.

## Actualidad
El castillo se utiliza para las exposiciones del departamento de historia del Museo Nacional Eslovaco. Los habitantes y visitantes de Bratislava aprovechan el espacio del área del castillo para pasear, con posibilidad de tener bonitas vistas del centro de la ciudad histórica, del Danubio y parte de la ciudad Petržalka. El castillo de Bratislava fue por su indiscutible aporte histórico-arquitectónico, uno de los primeros monumentos históricos en Eslovaquia, declarado en 1961 monumento nacional cultural número uno.

## Galería de imágenes

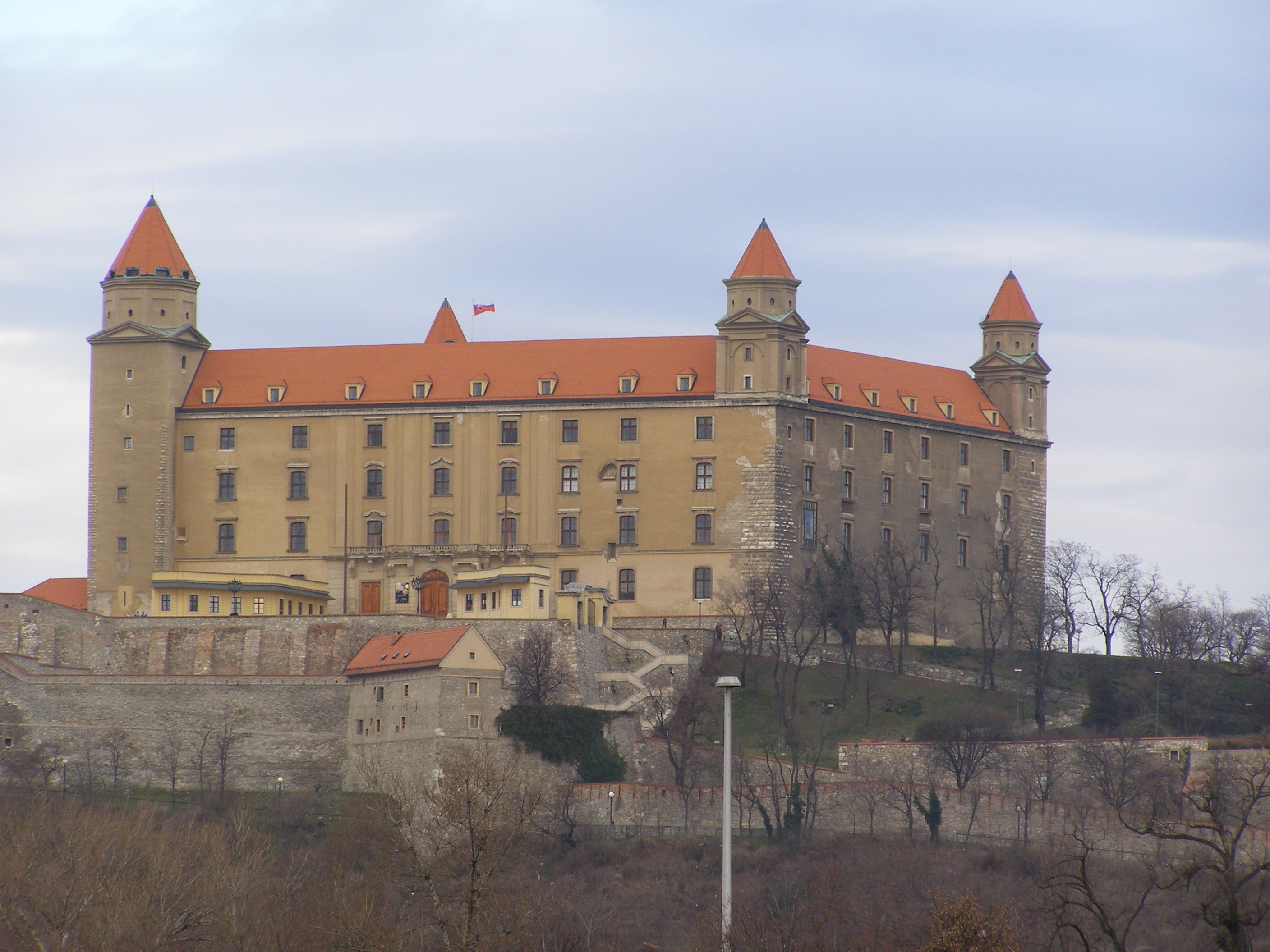
El palacio real forma dominante de la zona del castillo. Estado del año 2006 (antes de la reconstrucción).
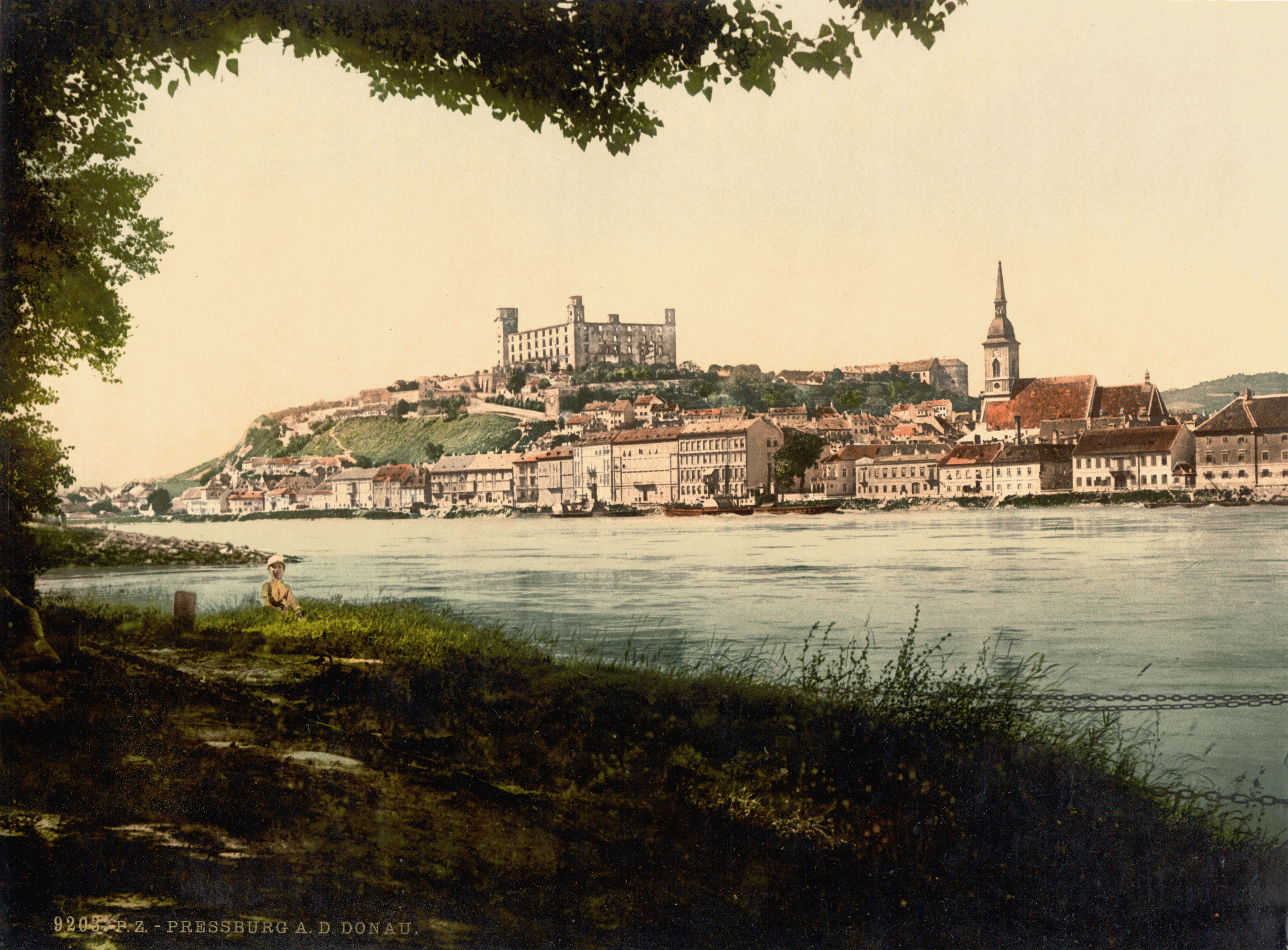
Aspecto del castillo entre los siglos XIX. y XX.
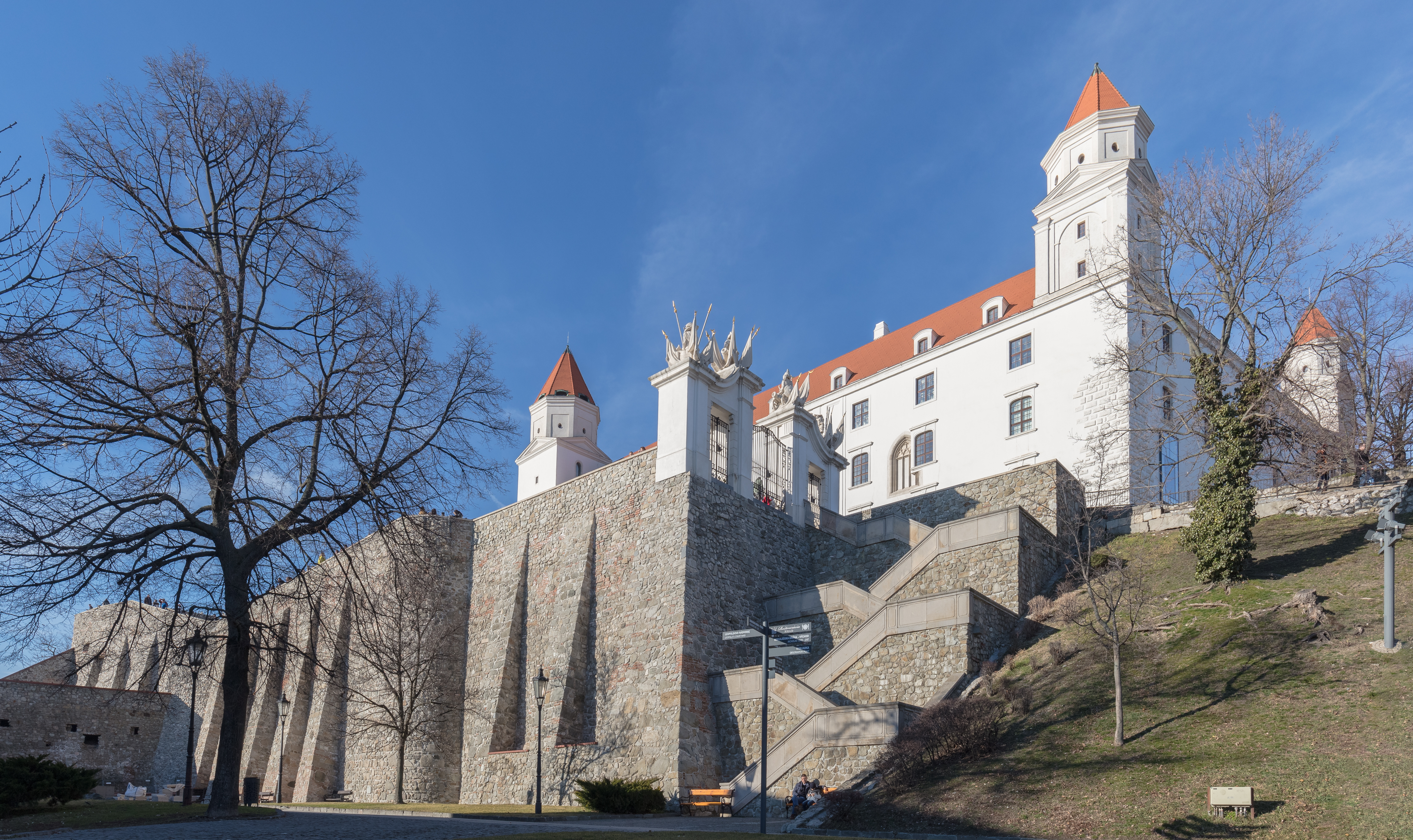
Vista desde el ascenso al castillo.
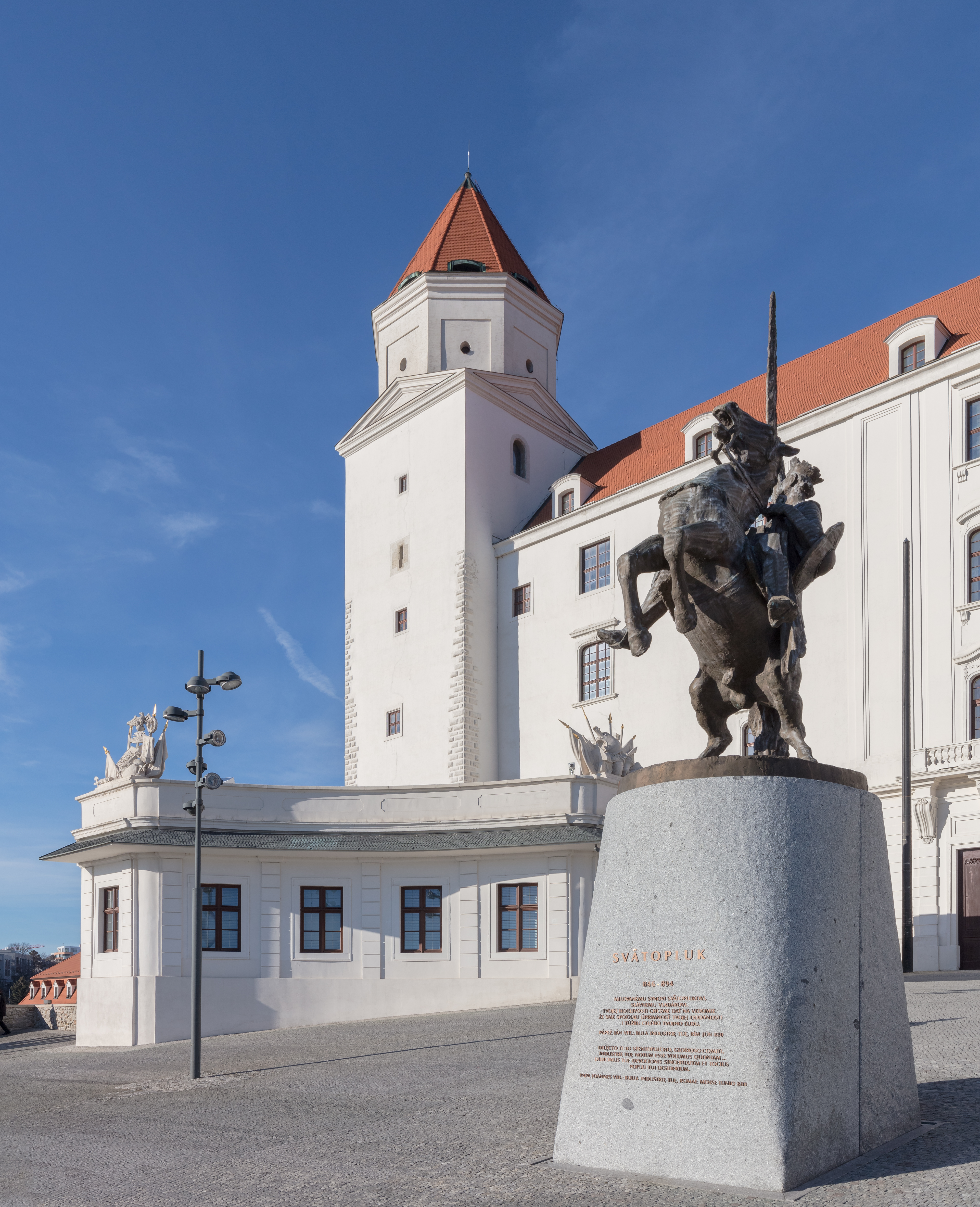
Estataua de Svatopluk I en la entrada.
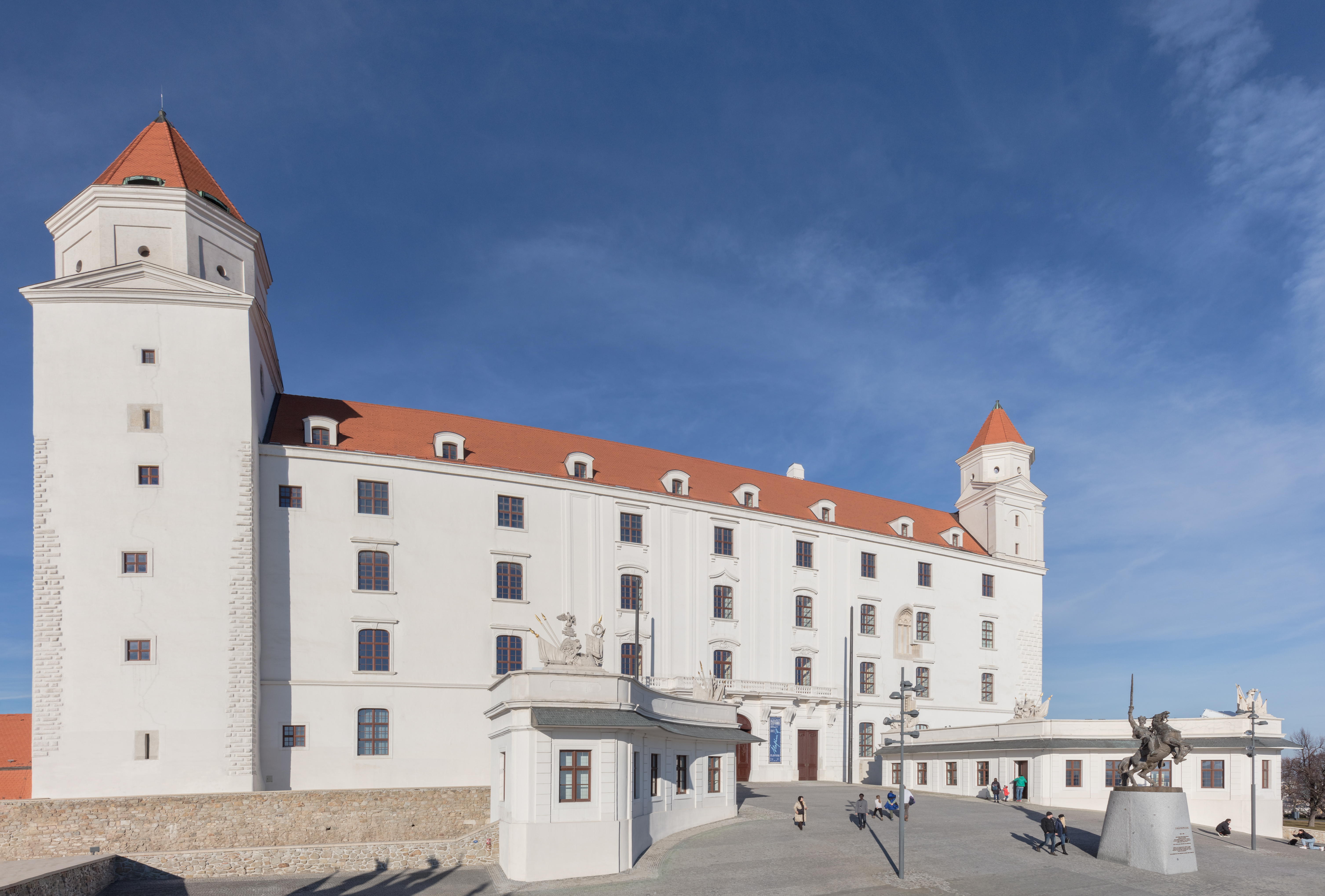
Entrada al palacio.
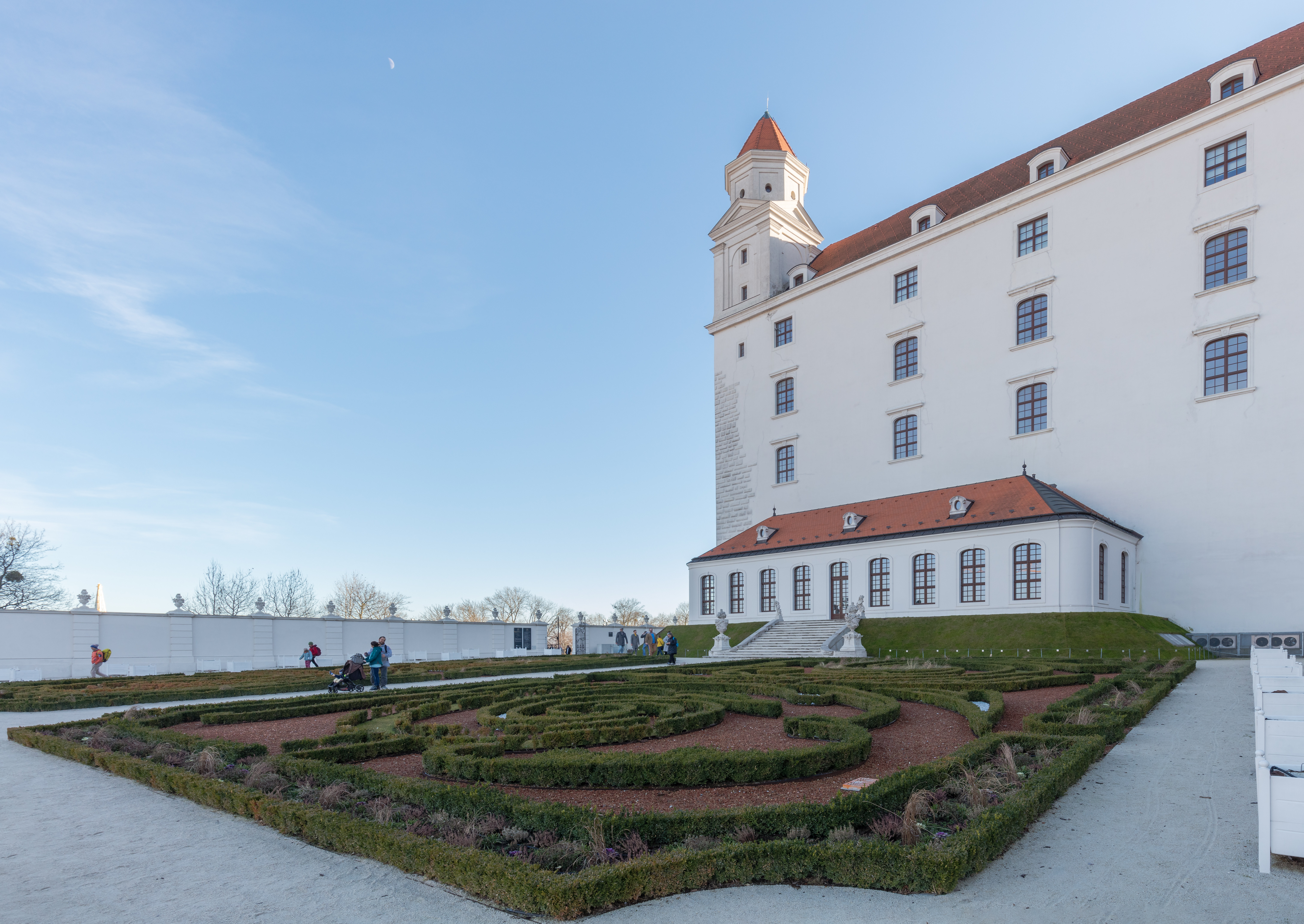
Vista del jardín.
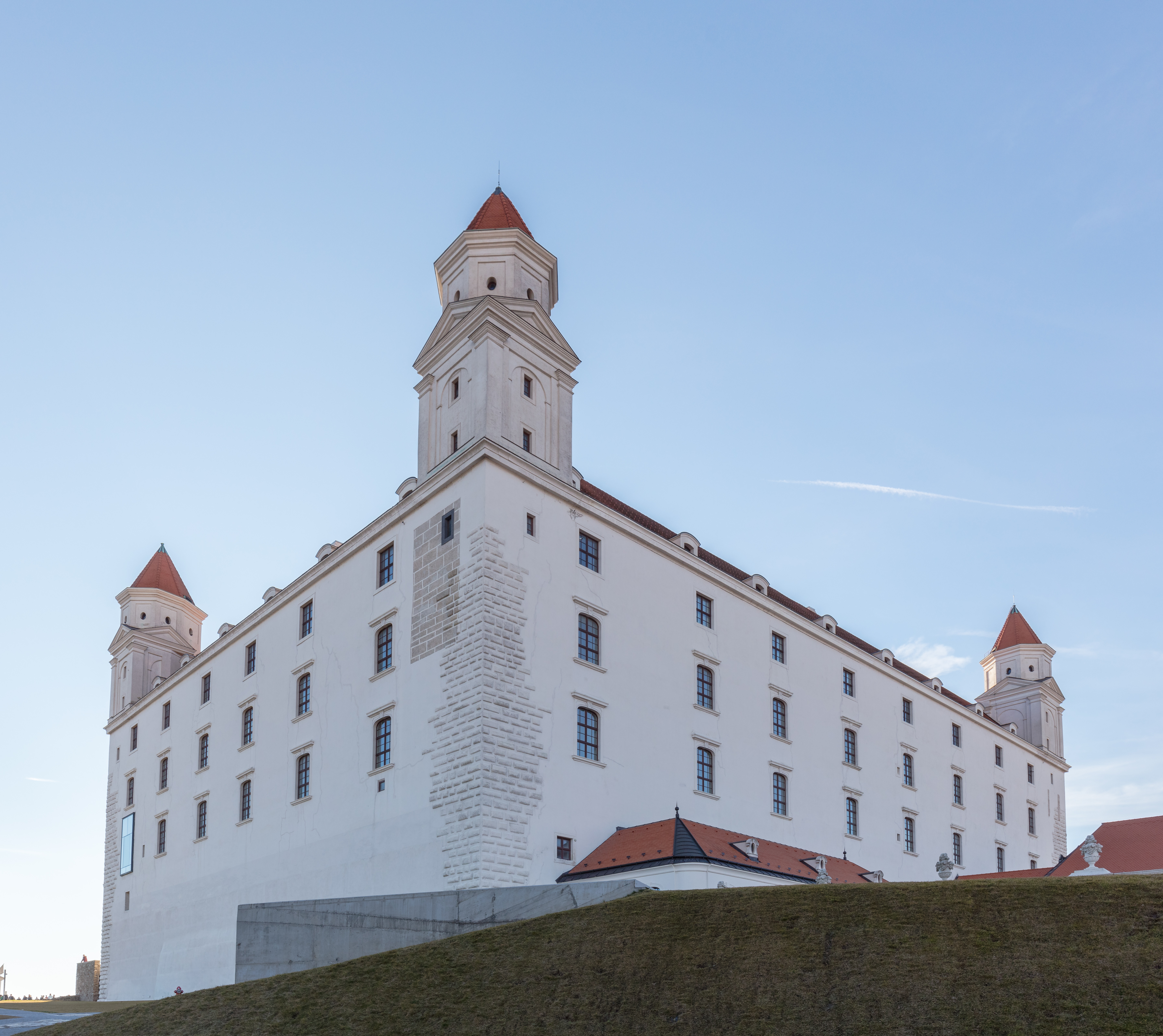
Vista del palacio.